# Goniodoris petiti
Goniodoris petiti Crosse, 1875 è un mollusco nudibranchio della famiglia Goniodorididae.
Con ogni probabilità l'epiteto specifico è un omaggio a Sauveur Petit de la Saussaye, editore francese del Journal de Conchyliologie (1792 - 1870), sul quale lo scopritore Joseph Charles Hippolyte Crosse ha scritto vari articoli.